# Escut de Puigcerdà

Escut oficial de Puigcerdà

L'escut oficial de Puigcerdà té el següent blasonament:
Escut caironat: de gules, un mont floronat d'or. Per timbre una corona de comte.
Va ser aprovat el 29 de gener de 1987 i publicat al DOGC el 6 de març del mateix any amb el número 812.
El mont floronat és el senyal tradicional de la capital cerdana. La primera referència d'aquest escut d'armes data de 1298 (és una de les representacions heràldiques catalanes més antigues), i s'ha anat usant sense canvis des d'aleshores, tot i que no fou oficialitzat fins al 1987. El mont és un senyal parlant, referit al "puig" del nom de la vila, i la flor de lis és probablement una al·lusió a la Mare de Déu, patrona de la localitat. La corona fa referència al fet que Puigcerdà fou la capital del comtat de Cerdanya, un dels comtats originaris de Catalunya.

## Bandera
La bandera oficial de Puigcerdà té la següent descripció:
Bandera apaïsada, de proporcions dos d'alt per tres de llarg, vermella, amb el mont floronat groc de l'escut, d'alçària 5/6 de la del drap i amplària 1/3 de la llargària del mateix drap, centrat a 1/6 de la vora de l'asta.
Va ser aprovada el 7 de juny de 2005 i publicada en el DOGC el 4 de juliol del mateix any amb el número 4418.